# Probole nyssaria
Probole nyssaria là một loài bướm đêm trong họ Geometridae.